# South Park
South Park este un serial de sitcom animat creat de Trey Parker și Matt Stone și dezvoltat de Brian Graden pentru Comedy Central. Serialul se învârte în jurul a patru băieți—Stan Marsh, Kyle Broflovski, Eric Cartman și Kenny McCormick—și exploatările lor în și în jurul orașului titular din Colorado. South Park a devenit controversat pentru folosirea de profanitate și umorul său negru, suprarealist care satirizează o gamă largă de subiecte către o audiență de adulți.
Parker și Stone au dezvoltat South Park din două scurtmetraje animate care au fost amândouă intitulate The Spirit of Christmas. Al doilea scurtmetraj a devenit unul dintre primele videoclipuri virale de pe internet, conducând la producția serialului. Episodul pilot a fost produs folosind animație decupată; episoadele subsecvente au folosit de atunci animație pe computer reminiscentă animației decupate. South Park are o distribuție de ansamblu de personaje recurente.
De la debutul său din 13 august 1997, 318 episoade (inclusiv filme de televiziune) din South Park au fost difuzate. A debutat cu mare succes, având cele mai mari ratinguri din oricare canal TV pe cablu de bază. Ratinguri mai târzii au variat, dar rămâne unul dintre cele mai vizionate programe de pe Comedy Central. În august 2021, serialul a fost reînnoit până pentru 2027, și o serie de filme au fost anunțate pentru Paramount+, cu primele două fiind lansate mai târziu în acest an.
South Park a fost primit cu aclamare critică, și este inclus în multe liste de publicație la categoria de cele mai bune seriale de televiziune. A câștigat premii numeroase, inclusiv cinci Premii Primetime Emmy și un Premiu Peabody. Un film teatral, South Park: mai mare, mai lung și necenzurat, a fost lansat în iunie 1999 și a fost un succes comercial și critic. În 2013, TV Guide a numit South Park al zecelea cel mai bun desen animat din toate timpurile.

## Istoria serialului

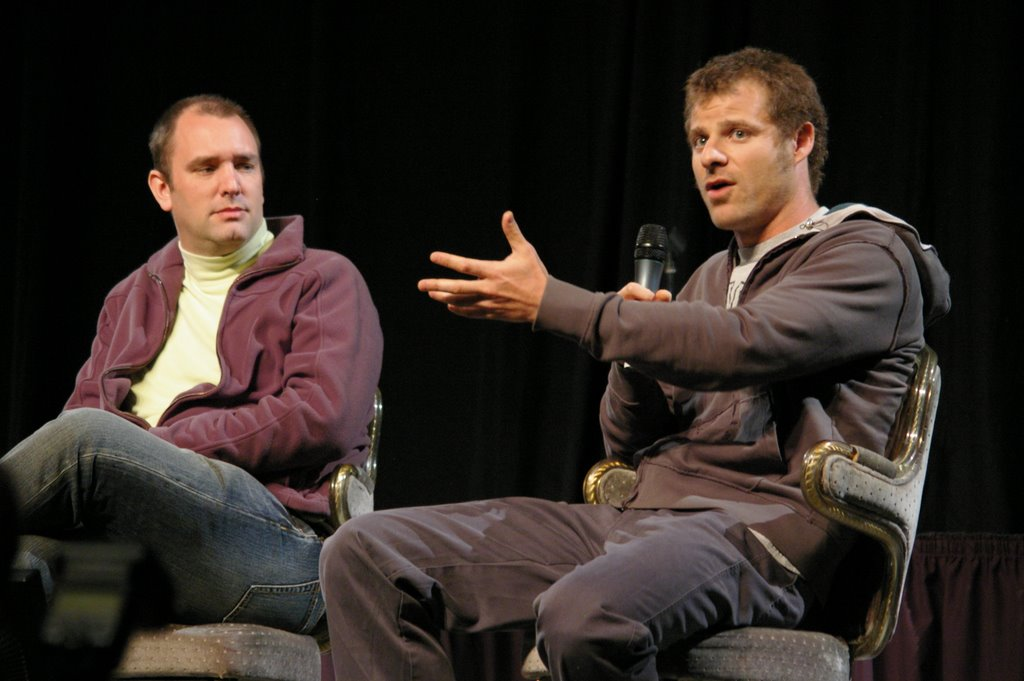
Producătorii serialului: Trey Parker (stânga) și Matt Stone

South Park își are originile în 1991, când Parker și Stone, pe atunci studenți la cinematografie la Universitatea Statului Colorado, au creat un scurt-metraj animat denumit Jesus vs. Frosty (cunoscut și sub numele de The Spirit of Christmas sau Spiritul Crăciunului). Filmul, realizat prin tehnici rudimentare, prezintă prototipurile copiilor din South Park, inclusiv un personaj similar lui Cartman dar denumit „Kenny”, care aduce la viață un om de zăpadă ucigaș, folosind o pălărie magică. Copilul Isus salvează atunci situația decapitând monstrul cu aureola sa.
Pelicula a ajuns în atenția directorilor executivi ai studiourilor Fox, iar în 1995 Brian Graden i-a contactat pe Parker și pe Stone ca să creeze un al doilea scurt-metraj animat pentru a-l trimite unor amici ca felicitare de Crăciun. Sub titlul The Spirit of Christmas, semăna mult în privința stilului cu stilul folosit mai târziu în serial și prezenta un duel de arte marțiale (terminat cu armistițiu) între Isus și Moș Crăciun, pornit de la o discuție despre adevărata semnificație a Crăciunului. Pelicula s-a răspândit repede, atât prin copii video, cât și pe nou apărutul Internet. Producția acestui scurt-metraj a dus la planificarea unui serial, mai întâi cu Fox și apoi cu Comedy Central. Primul episod a fost difuzat la 13 august 1997.
Lung-metrajul South Park: mai mare, mai lung și necenzurat a apărut în 1999 și a însemnat practic ieșirea „la lumină” a serialului. Pelicula a reușit să se satirizeze atât pe ea însăși, cât și reacțiile conservatorilor la limbajul, perceput drept excesiv de licențios, al personajelor.
Pe 5 martie 2005, South Park a fost ocupat locul trei în topul celor mai bune desene animate din toate timpurile, în cadrul documentarului 100 Greatest Cartoons, care s-a bazat pe un sondaj realizat de canalul britanic Channel 4 în 2004. Pe primele locuri situându-se Tom și Jerry și Familia Simpson.
Actualmente, South Park a ajuns la sezonul al 19-lea și la peste 200 de episoade. În iulie 2015, Parker și Stone au anunțat extinderea contractului cu Comedy Central până în 2019.
Momentan, South Park este la sezonul al 25-lea, ajungând la 317 de episoade.

## Tehnică de animație
Animația nu este realizată prin metoda tradițională de desenare pe acetați, ci pare să fie făcut prin tăieturi în hârtie. Deși aceasta a fost metoda folosită de creatori la începutul serialului, în prezent animația se face cu software pentru animație. Pare greu de crezut că programul folosit, Maya, este unul din cele mai complexe la ora actuală, fiind folosit în filme ca Final Fantasy: Spiritele ascunse. Creatorii serialului au ales să folosească această metodă de animație pentru a păstra și a crea mai ușor mișcarea ușor "smucită" a personajelor, păstrând astfel originalitatea și elementele personalizatoare ale serialului.

## Momente celebre
În februarie 1998 a fost prezentat episodul cu numărul 13 (și ultimul din prima serie), în care Cartman intenționează să-și caute tatăl. Episodul se termină cu anunțul că misterul va fi elucidat în patru săptămâni. Patru săptămâni mai târziu a fost prezentat un episod dedicat în totalitate lui Terrance și Phillip (doi comedianți fictivi) cauzând mare vâlvă între fani. Stone și Parker au anunțat ulterior că a fost doar o glumă de ziua păcălelilor.
Episodul 66 „It Hits the Fan” a doborât un record al obscenităților spuse la TV, cuvântul shit („căcat”) putând fi auzit, necenzurat, de 162 de ori, adică în medie o dată la 8 secunde.
Episoadele "200" și "201" au atras atenția unui grup musulman, intitulat "Revolution Muslim" („Revoluția Musulmană”) din cauza folosirii imaginii profetului musulman,Mohamed. Grupul a postat un mesaj de amenințare către Stone și Parker pe site-ul lor oficial.
În episodul "Quintiplets 2000", referire la cazul Elian Gonzalez, România este parodiată ca fiind o țară rurală și săracă, influențată de trecutul comunist. Aceasta este una dintre țările care apar în South Park, pe lângă S.U.A. Mexic, Canada, Danemarca și altele.

## Personaje
| - Stan Marsh - Kyle Broflovski - Eric Cartman - Kenny McCormick - Craig Tucker - Butters Stotch - Tweek - Timmy - Token - Jimmy Swanson | - Wendy Testaburger - Bebe - Towelie - Clyde - Pip - Dl. Garrison - Chef - Bradley - Bridon - Damien - Dogpoo - Ike - Shelly | - Gerald - Jesus - Satan - Dr. Mephisto - Dl. Mackey - Dna. Choksondik - Directoarea Victoria - Dl. Sclav - Big Gay Al - Mr. Hat |  |